# Municipio de Hayesville (condado de Clay)
El municipio de Hayesville (en inglés: Hayesville Township) es un municipio ubicado en el  condado de Clay en el estado estadounidense de Carolina del Norte. En el año 2010 tenía una población de 3.868 habitantes.

## Geografía
El municipio de Hayesville se encuentra ubicado en las coordenadas 35°2′26.75″N 83°49′35.14″O / 35.0407639, -83.8264278.